# Eldstriden i North Hollywood

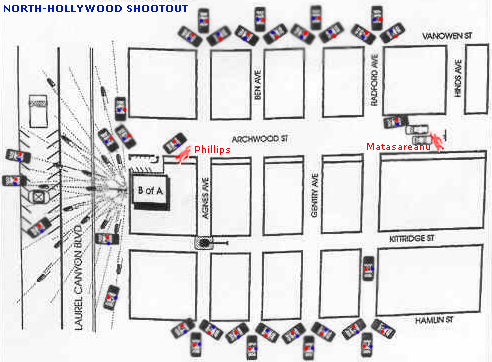
En karta på området runt Bank of America och händelser runt omkring.

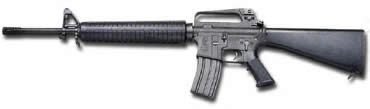
M-16A2, det vapen som användes av polisen.

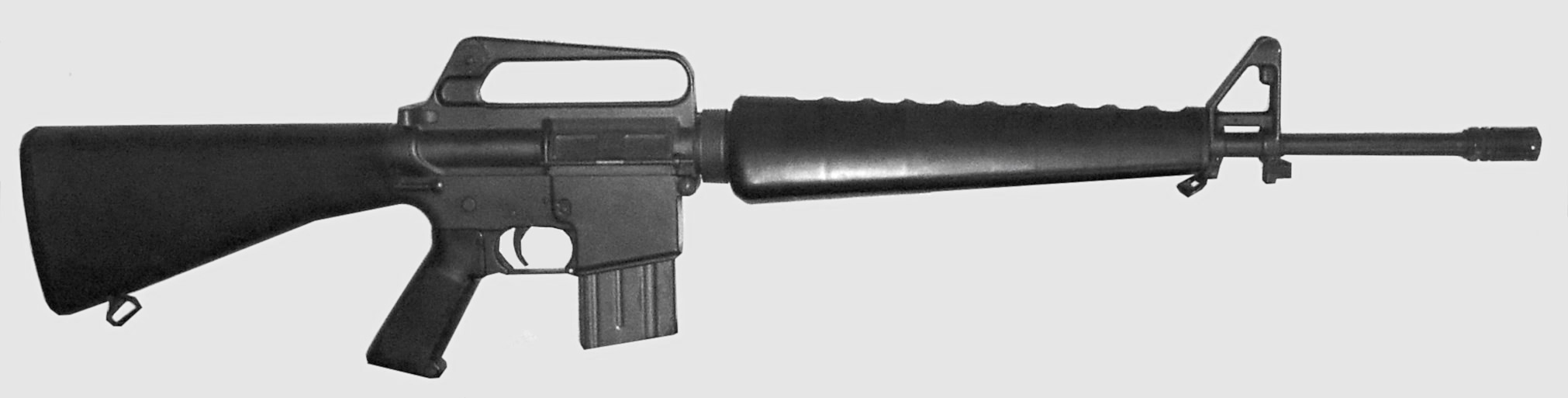
AR15, det vapen som användes av Matasareanu.

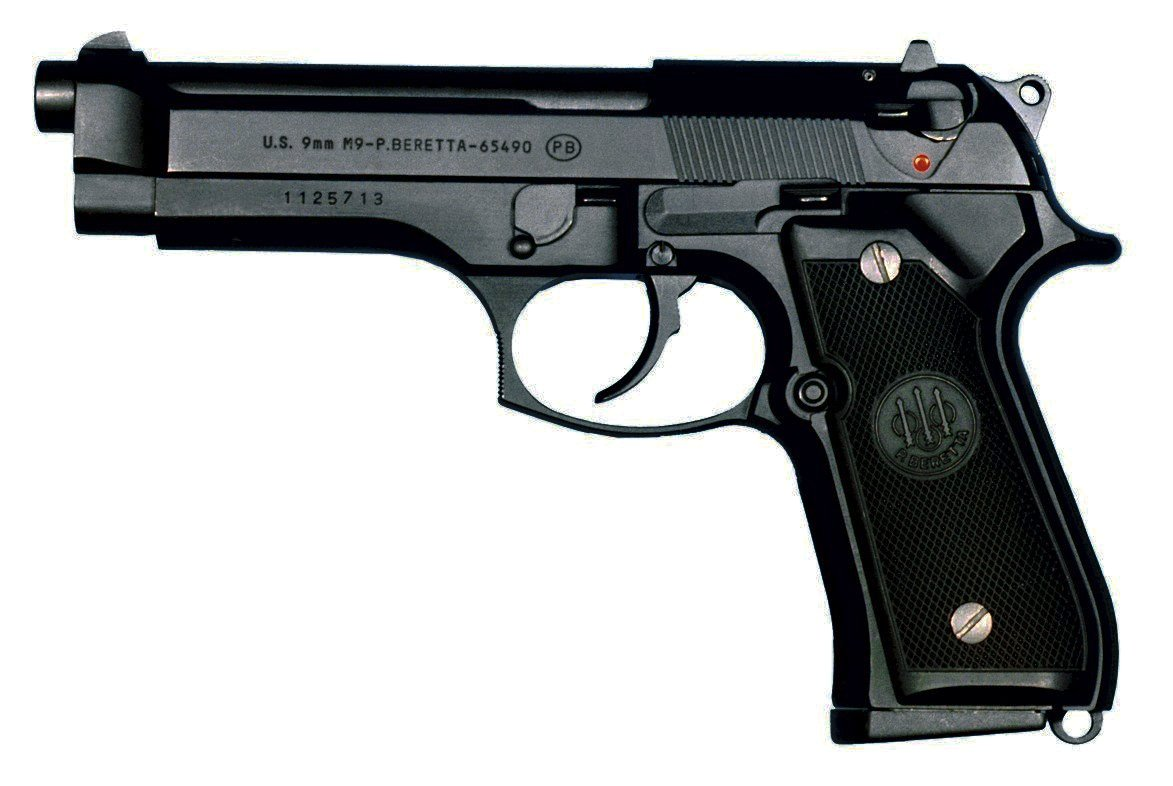
Beretta 92F, det vapen som användes av Phillips.

Eldstriden i North Hollywood var en väpnad konfrontation mellan två bankrånare (Larry Eugene Phillips, Jr. och Emil Dechebal Matasareanu) och Los Angeles Police Department och dess SWAT-enheter. Händelsen ägde rum den 28 februari 1997 i stadsdelen North Hollywood i Los Angeles, Kalifornien, USA.
En stor del av händelseförloppet filmades i direktsändning. De båda rånarna dödades efter att de hade skadat 20 människor.

## Skottlossningen
Klockan 9.15 på morgonen rånade Phillips och Matasareanu en av Bank of Americas bankkontor som ligger i North Hollywood i Los Angeles i Kalifornien.  De var beväpnade med illegalt ägda och modifierade automatkarbiner och skyddsvästar som skyddade deras överkroppar och de hade även hemgjord kevlar som skyddade deras armar och ben. De kom båda ut från banken och stötte på Los Angeles-polisens patrullenheter. Det var då eldstriden började. Efter fem minuter var tre civila och nio poliser skadade och TAC (tactical) larmade om situationen. I slutänden fanns det 370 LAPD-poliser tillsammans med SWAT-medlemmar på platsen där det hela inträffade.  Rånarna sköt ungefär 1 500 skott med sina vapen och det är en av de mest våldsamma eldstrider som har inträffat i amerikansk polishistoria.
Förutom LAPD deltog även enheter från Los Angeles County Sheriff's Department och enheter från California Highway Patrol (CHP). Enligt MVP-dokumentären om händelsen ska enheter från LA Airport PD, Burbank PD och LA School PD deltagit. Även lediga LAPD poliser dök upp och deltog efter larmet som TAC slog ut, vilket kallar alla enheter i tjänst. Poliser i LAPD som deltog i utbildning i Valley Area Police Academy liksom LA Police Academy som ligger i Elysian Park, kom också till platsen. 

## Vapen som användes
- LAPD ordningspoliser
  - Beretta 92FS 9mm pistoler
  - .38 Special revolvrar
  - Remington and Ithaca kaliber 12 pumpdrivet hagelgevär
- LAPD SWAT-enhet
  - Colt M16A2 automatkarbiner
  - Colt XM177E2 automatkarbiner
- Bankrånarna
  - 3 AKM automatkarbiner
  - 1 G3A3 automatkarbin
  - 1 AR-15 automatkarbin med 100 skotts C-magasin
  - Beretta 92F pistol

## Upplösningen
Efter en långvarig eldstrid slutade Phillips skjuta på grund av att hans Norincogevär krånglade, då en patronhylsa fastnade i patronläget. När detta hände hade han redan skiljts från Matasareanu och gick längs en trottoar medan han sköt mot polisen. Phillips övergav sitt krånglande vapen och började använda en Beretta 92F-pistol. Han fortsatte att skjuta mot poliserna med sitt vapen men då poliserna lyckades träffa hans högra hand tappade han pistolen. Han tog då upp den och började skjuta med sin vänstra hand och tog sedan skydd bakom en parkerad lastbil. Han började senare förflytta sig igen och fortsatte skjuta. Kort därefter placerade Phillips mynningen av pistolen under sin haka och sköt sig själv efter att ha träffats i ryggraden av skjutande poliser. Huruvida Phillips tog sitt liv avsiktligt eller om han oavsiktligt kom åt avtryckaren när han försökte ladda om sitt vapen med en hand, är oklart.
Matasareanu blev allvarligt skadad av SWAT-enheter när han försökte åka iväg i den ursprungliga flyktbilen. Han tog över en passerande mindre lastbil genom att hota föraren och flyttade över alla vapen från flyktbilen till lastbilen. Han kunde dock inte starta den eftersom det var en äldre pickup som har en separat startknapp. Han tog därför skydd bakom bilarna och sköt mot poliserna, men gav upp efter att ha blivit träffad i benet av en polis som sköt under bilen. Polisen kallade på ambulans via radion, men Matasareanu betraktades som farlig och ambulansen vägrade hämta honom. Matasareanu förblödde till döds efter cirka en timme. Polisen och räddningstjänsten fick mycket kritik för att de lät Matasareanu förblöda.
Under skottlossningen sårades totalt tolv poliser och åtta civila (i många fall svårt), och två dödsfall inträffade (Phillips och Matasareanu). LAPD blev senare kritiserat för att inte låtit Matasareanu få hjälp omedelbart, vilket kunde ha räddat hans liv. Polismyndigheten svarade med att påpeka att ambulanspersonal följde en standardprocedur i våldsamma situationer, som säger att man inte ska gå in i "the hot zone" (den farliga zonen), eftersom Matasareanu fortfarande ansågs vara farlig. Det fanns också rapporter från åskådare om flera misstänkta i området, vilket försenade sjukvårdspersonalen. Dessa rapporter fastslogs senare av polismyndigheten gälla civilklädda poliser eller poliser med skyddsvästar.
Den här eldstriden liknade den tidigare konfrontationen som inträffade i Norco i Kalifornien, 9 maj 1980 och scener från filmen Heat. Det har spekulerats i att Phillips och Matasareanu använde filmen Heat som en träningsvideo. Detta grundas bland annat på att när man undersökte rånarnas hem så fann man filmen i deras videoapparat.

## Kuriosa
- Larry Phillips blev träffad 11 gånger, och Emil Matasareanu 29 gånger.
- Både Phillips och Matasareanu var tyngdlyftare.
- Totalt värde av stulna pengar: USD$303 305.
- Ungefär 370 LAPD poliser kallades till platsen.
- Följande år fick sjutton LAPD-poliser Medal of Valor (tapperhetsmedalj) för sitt agerande och mod under eldstriden. Dessa var: 
  - Police Sergeant I. Medina
  - Police Detective T. Angeles
  - Police Detective V. Bancroft
  - Police Detective T. Culotta
  - Police Detective K. Harley
  - Police Officer Class III D. Anderson
  - Police Officer E. Brentlinger
  - Police Officer Class III A. Cabunoc
  - Police Officer Class III J. Caprarelli
  - Police Officer E. Dominguez
  - Police Officer Class III S. Gomez
  - Police Officer Class III R. Massa
  - Police Officer C. Perriguey
  - Police Officer T. Schmitz
  - Police Officer C. Torrez
  - Police Officer J. Zboravan
  - Police Officer R. Zielinski

## Efterdyningar
Händelsen uppmärksammar den växande skillnaden mellan de hjälpmedel som är tillgängliga för polisen och den offensiva och defensiva teknologi som används av de kriminella. Videomaterial av händelsen visar klart och tydligt hur polisens ammunition har liten effekt på rånarna, till stor del på grund av de skyddsvästar som de hade på sig. De var tillräckliga för att stoppa de .38 kaliber och 9 mm projektiler, som avfyrades av polisen. 
Den ineffektivitet som polisens vapen visade ledde till en trend i USA som var att beväpna vissa polispatruller med allt starkare vapen med .223 kaliber/5,56mm vapen såsom M16 och AR15. Detta skapade en bättre förmåga att mer effektivt kunna hantera tungt beväpnade och effektivt skyddade brottslingar.[källa behövs]

## Populärkultur
- 44 minutes: The North Hollywood Shootout på Internet Movie Database (engelska) - Filmatisering av händelsen, med bland annat Michael Madsen i huvudrollen.